# Trematocyathus labidus
Trematocyathus labidus är en korallart som beskrevs av Stephen D. Cairns och Zibrowius 1997. Trematocyathus labidus ingår i släktet Trematocyathus och familjen Turbinoliidae. Inga underarter finns listade i Catalogue of Life.